# اکوالالیا
در روان‌پزشکی به تکرار غیرارادی و پی در پی حرف‌های دیگران، اکوالالیا یا پژواک‌گویی یا گفتار تقلیدی (به انگلیسی: Echolalia یا echologia یا echophrasia) می‌گویند. در این حالت بیمار مدام با تکرار و منعکس کردن کلمات یا عبارت‌های فرد دیگر، به‌طوری که انگار ادای فرد را درمی‌آورد سخن می‌گوید که این سخن‌ها ممکن است با تمسخر و بریده بریده ادا شود.
در حالت پژواک‌گویی، ممکن است بیمار، در پاسخ سؤال روان‌پزشک، کلمات او را تکرار کند، یا بخشی از جمله او را به‌همراه جواب خود تحویل دهد یا کنایه بزند مثلاً وقتی روان‌پزشک از بیمار بپرسد ساعت چند است؟ بگوید: ساعت ساعت ساعت ساعت.
پژواک‌گویی بیشتر در افراد اوتیستیک دیده می‌شود اما در افراد درگیر با کم‌توانی ذهنی، روان‌گسیختگی (اسکیزوفرنی) و نشانگان توره هم دیده شده است.

## انواع
- پژواک گویی ناقص
- پژواک گویی تأخیری یا پژواک‌گویی درنگیده
- پژواک گویی بلافاصله یا پژواک‌گویی فوری